# Caladenia alata
Caladenia alata é uma espécie de orquídea, família Orchidaceae, da Austrália, Tasmânia e Nova Zelândia, onde cresce isolada, em grupos pequenos, ocasionalmente em touceiras, em charnecas, florestas de eucaliptos, e bosques. Apresentam calos com ápices grandes e globulares, os basais maiores e de cores diferentes dos distais. São plantas com uma única folha basal pubescente muito estreita e uma inflorescência rija, fina e pubescente, com até cinco flores pubescentes, com labelo trilobulado. Normalmente suas sépalas laterais e pétalas ficam todas dispostas para um mesmo lado como os dedos da mão.

## Publicação e sinônimos
- Caladenia alata R.Br., Prodr. Fl. Nov. Holl.: 324 (1810).

Sinônimos homotípicos:
- Caladenia carnea var. alata (R.Br.) Domin, Biblioth. Bot. 85: 549 (1915).
- Petalochilus alatus (R.Br.) D.L.Jones & M.A.Clem., Orchadian 13: 406 (2001).

Sinônimos heterotípicos:
- Caladenia minor var. exigua Cheeseman, Man. New Zealand Fl.: 688 (1906).
- Caladenia exigua (Cheeseman) Cheeseman, Trans. & Proc. New Zealand Inst. 45: 96 (1912 publ. 1913).
- Caladenia carnea var. exigua (Cheeseman) Rupp, Proc. Linn. Soc. New South Wales 69: 7 (1944).
- Caladenia holmesii Rupp, Victorian Naturalist 70: 179 (1954).
- Caladenia catenata var. exigua (Cheeseman) W.M.Curtis, Stud. Fl. Tasman. 4A: 133 (1979).